# دارين نيلسون
دارين نيلسون (بالإنجليزية: Darrin Nelson)‏ هو لاعب كرة قدم أمريكية أمريكي، ولد في 2 يناير 1959 في ساكرامنتو في الولايات المتحدة.

## وصلات خارجية
- دارين نيلسون على موقع مرجع كرة القدم المحترفة.كوم (الإنجليزية)
- دارين نيلسون على موقع IMDb (الإنجليزية)